# (31028) Cerulli
(31028) Cerulli est un astéroïde de la ceinture principale.

## Description
(31028) Cerulli est un astéroïde de la ceinture principale. Il fut découvert le 18 avril 1996 à Bologne par l'observatoire San Vittore. Il présente une orbite caractérisée par un demi-grand axe de 2,21 UA, une excentricité de 0,14 et une inclinaison de 3,7° par rapport à l'écliptique.

## Compléments